# Landet runt
Landet runt är ett nyhetsprogram som har sänts i Sveriges Television sedan 1988.

## Format och produktion
Innehållet plockas från landets olika lokala SVT-redaktioners nyhetsinslag. Ofta handlar det om lite udda och roliga nyheter. Andra inslag är roliga skyltar och tittartävling.
Programmet, som beskrivs som "mjukt, lite töntigt och lite tramsigt", har länge haft omkring en miljon tittare varje program. Tittarna beskrivs som engagerade.
Landet runt produceras av SVT Göteborg, och nuvarande programledare sedan 2010 är Henrik Kruusval. Programmet sänds i SVT1 klockan 18.15 på söndagar. Redaktionen består av programledaren Kruusval och producenten och redaktören Nils Chöler.

## Historik
Landet runt började sändas 1988 från SVT Norrköping med Larz-Thure Ljungdahl som programledare. Ljungdahl skulle leda sammanlagt 565 program fram till år 2000.
370 program sändes från Karlstad 2001 till december 2009. Då producerades programmet av Bengt Alsterlind.
Sedan 2010 sänds programmet från Göteborg.

### Programledare

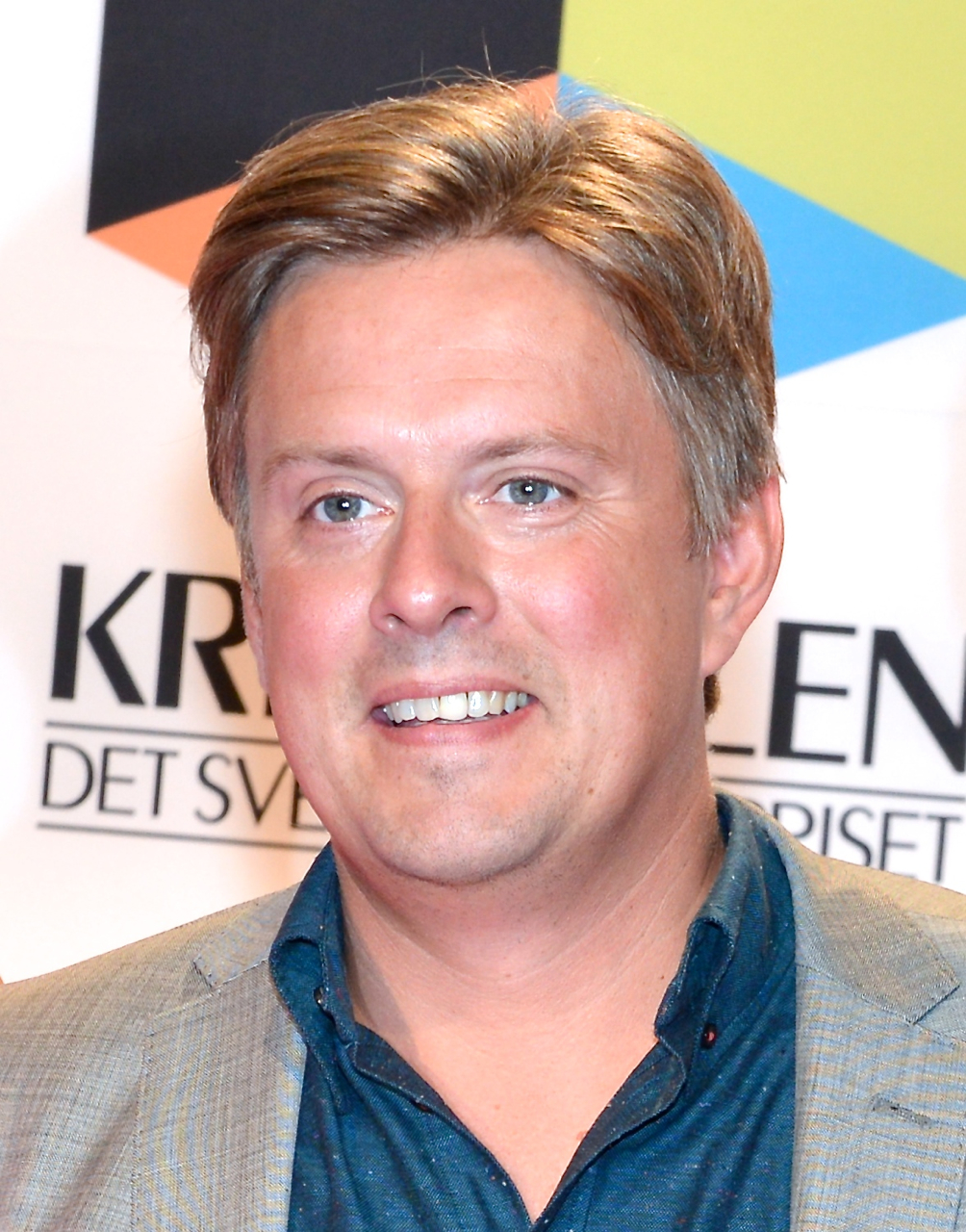
Nuvarande programledare Henrik Kruusval 2013.

- Bengt Alsterlind (vikarie)[källa behövs]
- Larz-Thure Ljungdahl (1988–2000)[3]
- Staffan Lindström (2001–2002)[5]
- Karin Mannberg (2003–2009)[källa behövs]
- Henrik Kruusval (2010–)